# Zlatý vrch (Ralská pahorkatina)
Zlatý vrch (323 m n. m.) je vrch v okrese Česká Lípa Libereckého kraje. Leží asi 4,5 km jihozápadně od Kuřívod na příslušném katastrálním území.

## Popis vrchu

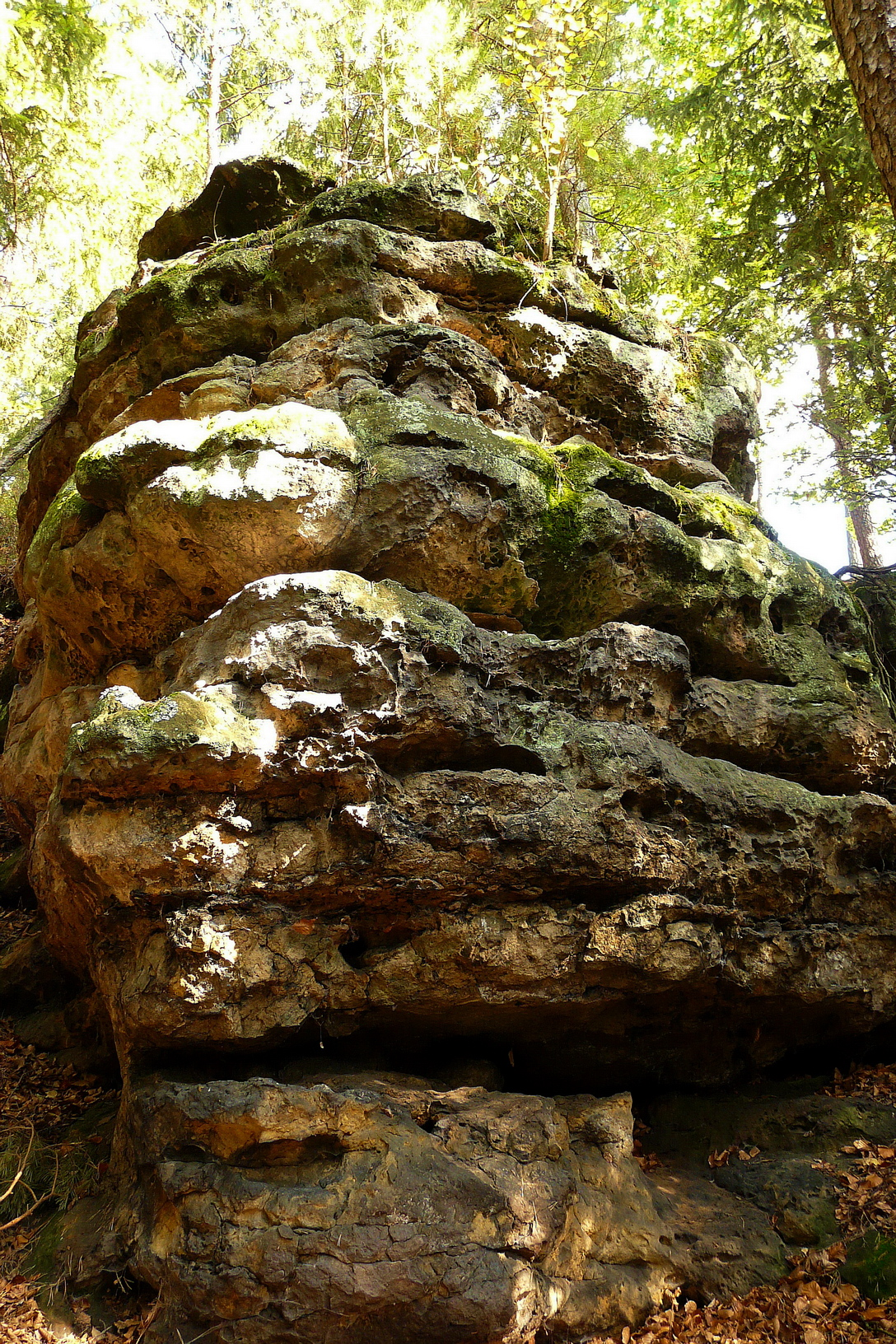
Skalní věž na Zlatém vrchu

Je to vrch ve tvaru krátkého strukturního hřbetu orientovaného ve směru SZ–JV (s vrcholem na SZ a doprovodným vrcholem na JV) ze svrchnokřídových křemenných pískovců. Svahy lemují malé pískovcové terasy a skalky s železitými inkrustacemi. Vrch je převážně zalesněn borovými porosty. Z jižního svahu je výhled na Bezděz a Malý Bezděz. Severovýchodně pod vrchem v Černém močálu pramení Břehyňský potok.

## Geomorfologické zařazení
Vrch náleží do celku Ralská pahorkatina, podcelku Dokeská pahorkatina, okrsku Bezdězská vrchovina a podokrsku Velkobukovská pahorkatina.

## Přístup
Nejblíže je možno zanechat automobil v místě prudké zatáčky u křižovatky silnice II/270 Doksy – Mimoň se Strážovskou cestou. Po této cestě je třeba pokračovat pěšky či na kole až pod vrch. Strážovská cesta znamená severní hranici NPR Břehyně – Pecopala. Východně a jižně vede od severu na jih modrá značka z Hradčan do Bezdězu.